# Ait Ammart
Ait Ammart est une tribu berbère située dans la zone montagneuse du Rif au nord du Maroc dans la province d'Al-Hoceima. 

## Territoire
La région est peuplée de plusieurs communautés berbères faisant partie de l'espace culturel et linguistique rifain. Au Nord se trouve la tribu des Ait Waryaghar, à l'Ouest celle des Sanhadja de Srayr, à l'est celle des Igzennayen, au sud celle des Mernissa. Son centre administratif est la commune de Bni Ammart (en).

## Histoire

### Moyen-Âge
La tribu Ait Ammart, contrairement à ses homologues plus anciennes telles que les Ait Waryaghar et les Igzennayen, aurait pris forme pendant la dynastie Mérinide. Cette période aurait été marquée par son engagement envers la dynastie émergente des Mérinides, offrant un soutien déterminant lors de leur rébellion contre la puissance almohade. La victoire décisive des Mérinides et de leurs alliés rifains lors de la bataille près de la rivière Nékor en 1216 aurait scellé le sort des Almohades, ouvrant la voie à l'ascension des Mérinides au pouvoir au Maroc,,.
Il est également rapporté que la tribu Ait Ammart aurait apporté son appui au dernier sultan légitime wattasside, Abu al-Hasan Abu Hasun Ali ben Muhammad en mai 1550. Cette allégeance aurait été exprimée par le biais d'une correspondance collective avec plusieurs tribus rifaines, témoignant de leur soutien en faveur du sultan,.

### Période moderne
Cette tribu est connue pour avoir fait partie de l'Armée rifaine, elle participa à la prise de Mehdia (1681), de Tanger (1684), ainsi que Larache et Assilah en 1690/1691 et pour finir le siège de Ceuta qui débuta en 1694 sous ordre d'Ismaïl ben Chérif, qui envoya également des contingents Jbalas en tant que soutien de l'Armée rifaine. Le siège prit fin en 1727, l'année où est mort le sultan,.

### Époque contemporaine
La tribu Ait Ammart était également une des premières tribus rifaines à rejoindre Abdelkrim el-Khattabi pendant la guerre du Rif, opposant les Rifains aux forces espagnoles et françaises. Ses membres étaient réputés durant la guerre du Rif pour leurs missions d'éclaireurs et de reconnaissance derrière les lignes ennemies.
En 1955, les Rifains d'Ait Ammart décidèrent de rejoindre l'Armée de libération nationale (Maroc) et de combattre la France aux côtés des Rifains de la tribu des Igzenayen. Ils participèrent à la fameuse bataille de Bouzineb sous le commandement du Hajj Mohand Alloush Al-Amarti. Les combats mobilisant 15 000 soldats français, ont été d'une rare intensité et ont duré jusqu'au mois de mars 1956, exclusivement dans le territoire de Igzenayen, et au retour du Roi puis à la proclamation de l’indépendance,,,,
Dès les années 1970, bon nombre d'habitants de la tribu immigrèrent vers des plus grandes villes comme Al Hoceïma, Fès, Tétouan ou Tanger, ou vers les Pays-Bas ou la France, notamment à Orléans où la majorité de la communauté marocaine provient de Aït Ammart. 

## Découpage administratif
Historiquement, la tribu Ait Ammart est découpé en quatre clans appelés tharfiqt en rifain.
-Ija'Unen

-Ait Abbu

-Ait Hussein

-Yin Said Uxlif
La tribu d'Ait Ammart fait partie de la province d'Al-Hoceima et son centre administratif est la ville de Bni Ammart (en).
Selon le recensement de 2004, Bni Ammart comptait 8 084 personnes vivant dans 1 261 ménages.

## Langue
Les Rifains d'Ait Ammart parlent le rifain, variante zénète de la langue amazigh. Dans le Rif, leur dialecte est très proche de celui d'Ait Ouriaghel